# Tulasnella permacra
Tulasnella permacra é uma espécie de fungo pertencente à família Tulasnellaceae.